# Bitwa pod Czyżówką

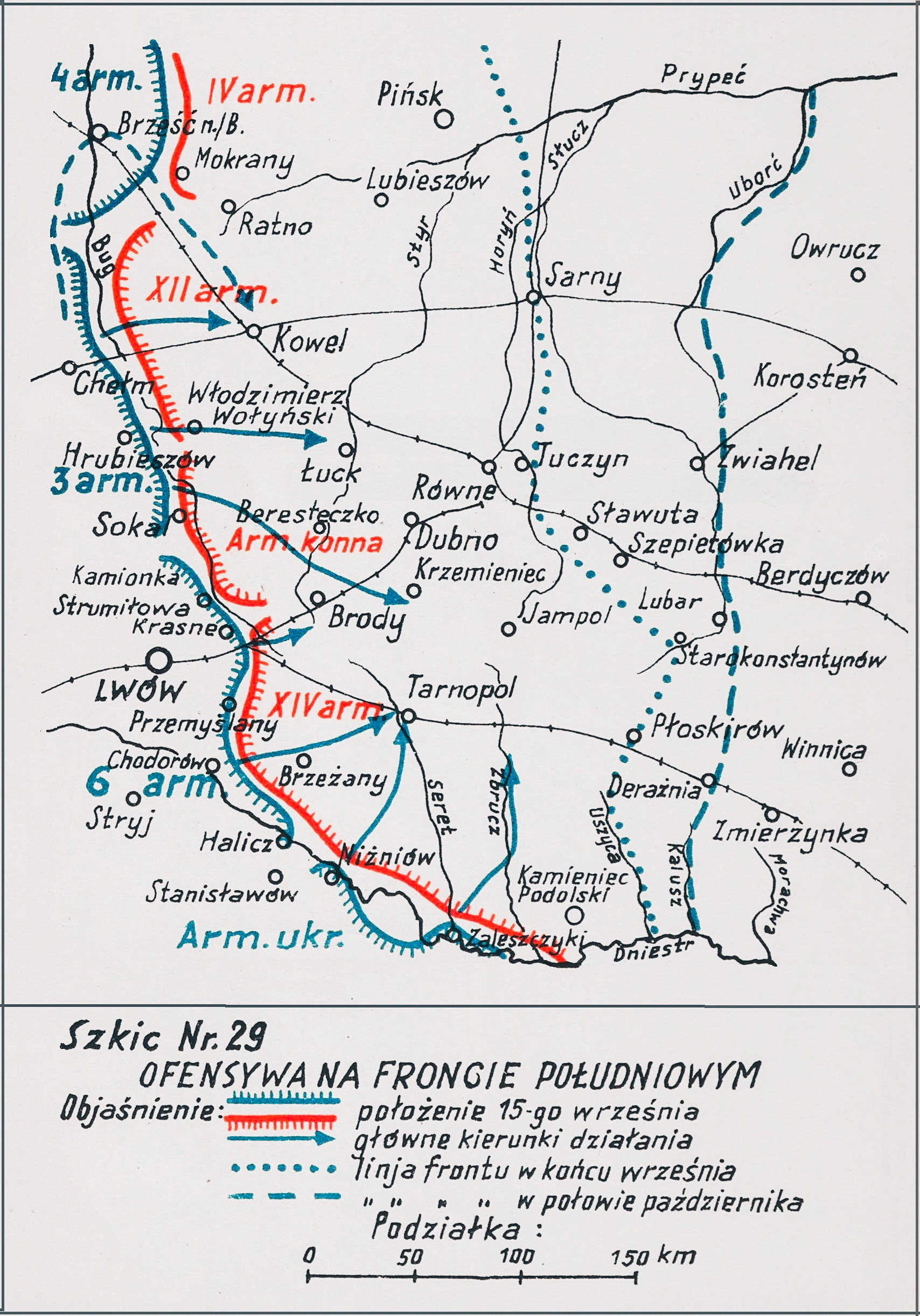
Adam Przybylski,
Wojna Polska 1918–1921

Bitwa pod Czyżówką – część wielkiej bitwy wołyńsko-podolskiej; walki polskiej 8 Brygady Jazdy ppłk. Stanisława Grzmota-Skotnickiego z oddziałami sowieckimi w czasie ofensywy jesiennej wojsk polskich na Ukrainie w okresie wojny polsko-bolszewickiej.

## Geneza
2 września, jeszcze w czasie walk pod Zamościem, Naczelne Dowództwo Wojska Polskiego zdecydowało, iż 3. i 6 Armia, po stosownym przegrupowaniu, około 10 września podejmą większą akcję zaczepną w kierunku wschodnim celem „nie tylko odrzucenia nieprzyjaciela poza granice Małopolski, lecz także rozbicia i zdezorganizowania jego sił tak, aby później można było utrzymać front przy użyciu słabych sił własnych". 3 Armia gen. Władysława Sikorskiego przystąpiła do działań 10 września. Wstępnym etapem był zagon grupy motorowej mjr. Włodzimierza Bochenka wyprowadzony z Włodawy, który przeprawił się przez Bug i następnego dnia opanował Kowel. Za nim ruszyło natarcie sił głównych armii, w tym jej grupa manewrowa – Korpus Jazdy gen. Juliusza Rómmla. 16 września, działający na styku sowieckich 12 i 14 Armii Korpus Jazdy płk. Juliusza Rómmla, przy słabym oporze przeciwnika, sforsował Styr na południe od Łucka i ruszył na Równe. Będąc w pościgu za cofającymi się wojskami 12 Armii Nikołaja Kuźmina, 28 września dotarł do Słuczy w rejonie Zwiahla.

## Walczące wojska
| Jednostka                   | Dowódca                         | Podporządkowanie |
| Wojsko Polskie              |                                 |                  |
| dowództwo Korpusu Kawalerii | płk Juliusz Rómel               | 6 Armia          |
| ⇒ 8 Brygada Jazdy           | ppłk Stanisław Grzmot-Skotnicki | 2 Dywizja Jazdy  |
| → 2 pułk ułanów             | ppłk Wincenty Jasiewicz         | 8 Brygada Jazdy  |
| → 108 pułk ułanów           | rtm. Piotr Głogowski            | 8 Brygada Jazdy  |
| Armia Czerwona              |                                 |                  |
| oddzialy Armii Czerwonej    |                                 | 12 Armia         |

## Działania grupy wypadowej
Po osiągnięciu przez Korpus Jazdy płk. Juliusza Rómmla linii Słuczy, dowódca korpusu zarządził wykonanie serii wypadów za rzekę, aby rozpoznać siły przeciwnika. 1 października 8 Brygada Jazdy ppłk. Stanisława Grzmota-Skotnickiego przekroczyła Słucz pod Mogilnią, położoną nad Mogilewką, jej dopływem. 108 pułk ułanów rtm. Piotra Głogowskiego maszerował dwoma kolumnami na Czyżówkę i Iwanówkę położoną nad rzeką Wiersznicą. Po drodze niszczył drobne grupy zdemoralizowanej sowieckiej piechoty. W Czyżówce 1 szwadron napotkał silny opór nieprzyjacielskiej piechoty. Dowódca szwadronu podporucznik Centkiewicz zdecydował się na frontalny atak oddziałem złożonym z 30 spieszonych ułanów, a dwie niewielkie grupy konne pod wodzą wachmistrza Zenona Moszyńskiego i plutonowego Franciszka Dziaduły wysłał na skrzydła, z zadaniem uderzenia na obsługi sowieckich karabinów maszynowych. Atak poprowadzony z trzech stron uzyskał powodzenie i polscy ułani w walce wręcz wyrzucili Sowietów z miejscowości. 
W tym czasie 2 pułk ułanów, działając pod ogniem nieprzyjaciela, naprawił uszkodzony most na Słuczy pod Czyżówką, ruszył na Romanówkę i zdobył ją. Następnie oba pułki zaatakowały Iwanówkę. W czasie domarszu, kilka kilometrów od Mogilnej, 3 szwadron natrafił na opór sowieckiej piechoty. Rotmistrz Głogowski zdecydował się na szarżę 3 szwadronem, a sam z oddziałem sztabowym maszerował dalej na Iwanówkę. Dochodząc do Iwanówki, mając do dyspozycji 20 ułanów, dowódca pułku osobiście poprowadził szarżę na nieprzyjaciela. Wioskę zdobyto, a pościg kontynuował pododdział podchorążego Aleksandra Grabowieckiego. W Iwanówce dowódca pułku zbierał rozproszone szwadrony. Po udanym wypadzie oba pułku wróciły za Słucz.

## Bilans walk
Wypad za Słucz potwierdził, że piechota sowiecka jest zdemoralizowana i nie stanowi poważniejszego zagrożenia dla jazdy polskiej. Jego rezultaty zachęciły dowódcę korpusu płk. Juliusza Rómmla do zorganizowania zagonu na Korosteń. 8 Brygada Jazdy w czasie działań pod Czyżówką wzięła do niewoli ponad 600 jeńców, zdobyła 3 taczanki i 15 ckm-ów.